# تو باید غمگین باشی
«تو باید غمگین باشی» (به انگلیسی: you should be sad) ترانه‌ای از خوانندهٔ آمریکایی هالزی می‌باشد که در ۱۰ ژانویهٔ سال ۲۰۲۰ از سوی کپیتال رکوردز به‌عنوان سومین تک‌آهنگ از سومین آلبوم استودیویی وی تحت عنوان منیک (۲۰۲۰) منتشر گردید.